# Поєнарій-Буркій (комуна)
Поєнарій-Буркій (рум. Poienarii Burchii) — комуна у повіті Прахова в Румунії. До складу комуни входять такі села (дані про населення за 2002 рік):
- Кербунарі (146 осіб)
- Олоджень (1632 особи)
- Поду-Велень (250 осіб)
- Поєнарій-Буркій (1410 осіб) — адміністративний центр комуни
- Поєнарій-Векі (161 особа)
- Поєнарій-Раль (1186 осіб)
- Піорешть (390 осіб)
- Тетерей (654 особи)

Комуна розташована на відстані 36 км на північ від Бухареста, 19 км на південь від Плоєшті, 104 км на південь від Брашова.

## Населення
За даними перепису населення 2002 року у комуні проживали 5829 осіб.
Національний склад населення комуни:
| Національність   | Кількість осіб | Відсоток |
| ---------------- | -------------- | -------- |
| румуни           | 5779           | 99,1%    |
| цигани           | 47             | 0,8%     |
| українці         | 1              | < 0,1%   |
| росіяни-липовани | 1              | < 0,1%   |
| італійці         | 1              | < 0,1%   |

Рідною мовою назвали:
| Мова       | Кількість осіб | Відсоток |
| ---------- | -------------- | -------- |
| румунська  | 5812           | 99,7%    |
| циганська  | 15             | 0,3%     |
| російська  | 1              | < 0,1%   |
| італійська | 1              | < 0,1%   |

Склад населення комуни за віросповіданням:
| Релігія            | Кількість осіб | Відсоток |
| ------------------ | -------------- | -------- |
| православні        | 5516           | 94,6%    |
| п'ятдесятники      | 163            | 2,8%     |
| бретрени           | 47             | 0,8%     |
| адвентисти         | 39             | 0,7%     |
| лютерани           | 15             | 0,3%     |
| баптисти           | 10             | 0,2%     |
| римо-католики      | 5              | 0,1%     |
| греко-католики     | 1              | < 0,1%   |
| не вказали релігію | 30             | 0,5%     |